# Radhika Coomaraswamy
Radhika Coomaraswamy (1953) is een Sri-Lankaans jurist en wereldwijd gekend advocaat voor de mensenrechten. Ze is speciaal gezant voor Kinderen en Gewapende Conflicten van de Verenigde Naties en is vice-secretaris-generaal van de organisatie, aangesteld in april 2006 door secretaris-generaal Kofi Annan.
Radhika Coomaraswamy heeft een Bachelor of Arts van Yale University, een Juris Doctor van Columbia University en een Master of Laws van Harvard University.
In 1994 werd ze speciaal verantwoordelijke van de VN voor geweld ten aanzien van vrouwen. In die capaciteit werkte ze onder andere voor de erkenning van de Japanse schuld bij het misbruik van de "troostmeisjes." Maar ook verkrachtingen als oorlogsmisdaad, vrouwenhandel en huiselijk geweld kregen haar ruime aandacht. Na haar nieuwe opdracht in 2006 trok ze zich ook het lot aan van kindsoldaten.
Op 2 februari 2010 ontving ze een eredoctoraat van de Katholieke Universiteit Leuven. Ze is reeds doctor honoris causa van Amherst College, de University of Edinburgh en de University of Essex. Daarnaast kreeg ze ook reeds onderscheidingen van onder andere de American Bar Association en de International Human Rights Law Group, Ze ontving in 2000 de Bruno Kreisky Award en werd in haar eigen land in 2005 door de president gelauwerd met de Deshamanya.